# Peștera de la Stâncă
Peștera de la Stâncă este o peșteră din Munții Măcinului.
Peștera este localizată la poalele Dealului Consul, în partea de nord-vest, fiind vizibilă din direcția localității Horia. Peștera se găsește în singura zonă cu stâncă a versantului, ceea ce i-a dat denumirea.
Din acesta se desprind spre nord, nord-est, est și sud mai multe galerii, scurte și înguste. Câteva dintre acestea au ieșiri la suprafață din care una singură este practicabilă pentru adulți.